# Sidkia
Sidkia (hebreiska: צדקיהו) var det självständiga Juda rikes siste kung. Han regerade till dess att Juda rikes huvudstad (Jerusalem) erövrades av kung Nebukadnessar II från Babylonien år 587 f.Kr.